# Jean-Pierre Gourmelen
Jean-Pierre Gourmelen (* 8. Januar 1934 in Paris) ist ein französischer Comicautor.
Ab 1979 schuf Gourmelen die Szenarios für die Westernserie Mac Coy, die von Antonio Hernández Palacios (1921–2000) gezeichnet wurde. Insgesamt erschienen 21 Alben. Im Bereich Science-Fiction textete er eine weitere Serie, Krane der Krieger, die von Lionel Bret gezeichnet wurde. In Deutschland erschien nur der erste Band der 3-Bändigen Reihe beim Volksverlag.
Weiterhin veröffentlichte er Kriminalromane in Frankreich.

## Alben
- Mac Coy (16 Alben, Ehapa 1980–1991, die ersten 11 Alben erschienen in der Reihe Die großen Edel-Western)
- Krane der Krieger (Volksverlag 1984)